# Kryształ molekularny
Kryształ molekularny, kryształ cząsteczkowy – kryształ, w którym sieć krystaliczną tworzą dobrze zdefiniowane pojedyncze cząsteczki, powiązane słabymi oddziaływaniami międzycząsteczkowymi (np. siłami van der Waalsa), natomiast nie występują w nich wiązania jonowe lub wiązania kowalencyjne. Właściwości fizyczne zależą od siły tych oddziaływań. Wykazują niskie temperatury topnienia.  
Można wyróżnić trzy grupy kryształów molekularnych:
- kryształy zestalonych gazów szlachetnych;
- kryształy prostych niejonowych związków nieorganicznych i pierwiastków (np. lód, zestalony dwutlenek węgla, azot, wodór, jod);
- kryształy niektórych niejonowych związków organicznych np. sacharoza.

Rodzajem kryształów molekularnych są też kryształy plastyczne.